# Pitjantjatjarové

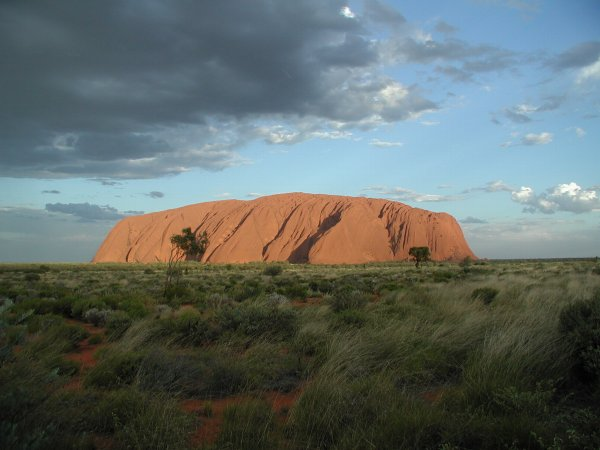
Uluru, skála uprostřed australského outbacku a posvátné místo Pitjantjatjarů

Pitjantjatjarové jsou aboridžinským (austrálským) národem, žijící především v pouštní outbackové oblasti střední Austrálie, na území Jižní Austrálie, Severního teritoria a Západní Austrálie. Jsou blízce příbuzní Yankunytjatjarů a Ngaanyatjarrů, se kterými mají i podobný jazyk, protože všichni mluví různými dialekty jazyka Západní pouště.
Pitjantjatjarové sami sebe nazývají aṉangu (lidé). Většina Pitjantjatjarů se už vzdala svého tradičního nomádského způsobu života lovců a sběračů, i přesto ale mají úctu ke krajině.
V roce 1983 byla do rukou Pitjantjatjarů vrátila posvátná přírodní místa, Uluru a Kata Tjuta.

## Jazyk
Pitjantjatjarové mluví vlastním dialektem jazyka Západní pouště, což je rozsáhlá skupina vzájemně srozumitelných dialektů rozšířená na velkém území uprostřed australské pouště. S dialektem kmene Yankunytjatjara má ten pitjantjatjarský společné 80% slovní zásoby.